# 昌平城墙
40°10′03″N 115°56′31″E / 40.167395°N 115.941977°E

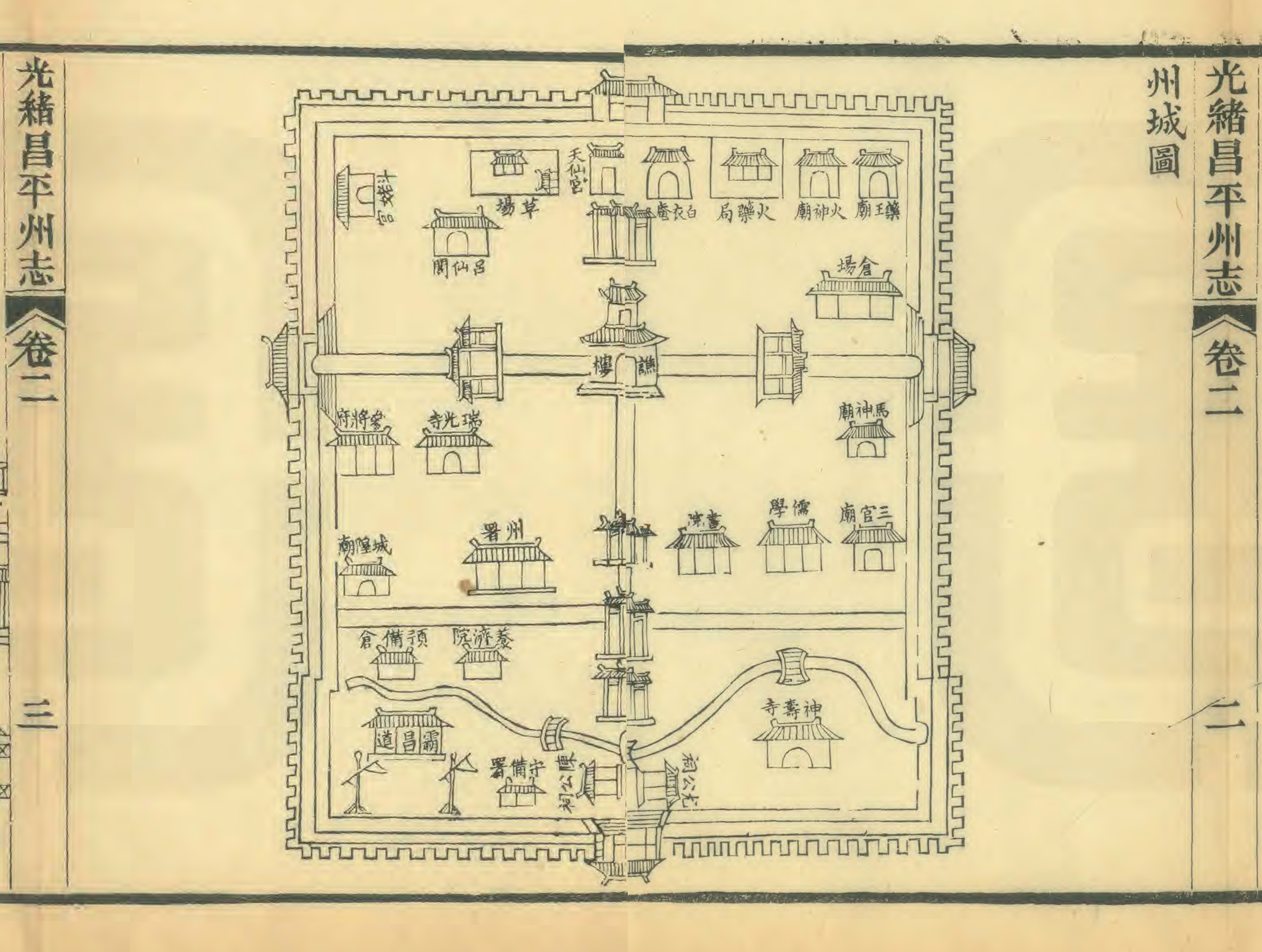
清光绪十二年（1886）《昌平州志》州城图

昌平城墙为历代昌平县城、昌平州城城墙，自西汉置县后数易其址，均位于今北京市昌平区境内。

## 历史
昌平为西汉置县，最早与军都县同属上谷郡，自西汉至北魏初其城址位于今址东南、温榆河北岸（今沙河镇辛力屯村一带），北魏初裁撤昌平县入军都县，东魏天平年间复置昌平县，属平昌郡，并将县治改设在始建于战国末期的原军都县故城，位于今址西南（今马池口镇土城村一带，原军都县则改在今兴寿镇东、西新城村一带新建，称军都县新城）。约在唐代建中年间昌平县治又自军都故城迁至距今址西八里的旧县村一带，建城名白浮图城。元代皇庆二年（1313年）一度再迁县治至其西南六里的新店，约在至正年间仍迁回原址。
为加强对皇陵的守备，明代宗景泰元年正月辛巳（1450年1月18日）下令于天寿山南修筑护陵城，名永安城，内驻长陵、献陵、景陵三卫官军，城周十二里（实一千四百九十二丈九尺八寸，约4777.536米），高二丈一尺（约6.72米），近正方形，东、西、南三面均设瓮城，城内设十字街。景泰二年十月己卯（1451年11月7日）昌平县治、儒学、仓库等自旧县村迁至永安城（州志载为景泰三年迁址），以永安城兼作护陵城与昌平县城。万历元年（1573年）陵卫增多，又在旧城南与之相连新筑一城，城周八十四丈五尺（不含旧城南墙，约270.4米），高一丈七尺（约5.44米）。崇祯九年（1636年）兵部侍郎张元佐将旧城南墙拆除，用其砖石修补东城门楼，两城遂合为一城，城周共十里二十四步（约4838.4米），长方形，护城河深、宽均约两丈（约6.4米）。清康熙十四年（1675年）重筑城墙，增高至三丈（约9.6米），护城河深八尺（约2.56米）、宽三丈（约9.6米）。
自1954年起开始拆除城墙，至1986年东、西、南、北四条环路建成后原城墙已拆除殆尽。

## 现状

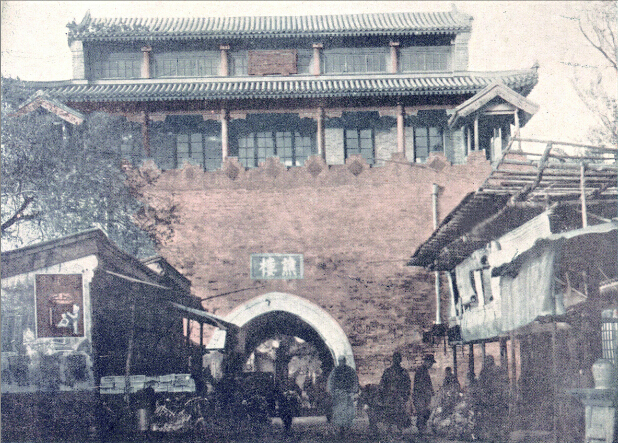
永安城内的昌平谯楼旧照，摄于20世纪30年代

西汉至北魏初的昌平城位于今沙河镇辛力屯村一带，已无迹可寻，其东侧有上下东郭村，即因城而得名，1985年曾在辛力屯村附近发现汉墓，或与城址有关。东魏至唐代的昌平城（军都故城）位于今城区西南8公里、马池口镇土城村一带，俗称“土城”，为长方形，南北0.75公里，东西0.5公里，仅存部分夯土城墙，2003年公布为昌平区文物保护单位。唐代至明初的昌平城（白浮图城）位于今城南街道旧县村一带，原城墙材料在永安城的后续修葺过程中被逐渐拆取，至清代已不见旧城痕迹，村南尚存植于唐代的国槐，其后有观音庵，为村内曾有的15座祠庙中仅存的一座，其它如纪念狄仁杰的狄梁公祠等今已不存。
明景泰之后的昌平城（永安城）位于今城北街道城区中心，原城墙已不存，其框架被建于1978年-1986年的东、西、南、北四条环路代替（其中西环路、北环路建于原护城河上，东环路建于原城墙基上，南环路建于原城墙外），原旧城南城墙则位于今政府街南侧，今鼓楼东、西、南、北街即原旧城内的十字街，此外城内仍保留了大量与驻兵相关的胡同，如城南的康陵卫胡同、城中的长陵卫胡同、城北的永陵卫胡同，以及草场胡同、营房胡同、东、西盔甲胡同、大将军胡同、帅府墙胡同等，另一些胡同则与昔日的庙宇有关，如文庙胡同、红庙胡同、七圣庙胡同、龙王庙胡同、铁佛庵胡同等。原东门外有松园广里许，遍植松桧，无一杂树，以便向陵区内移植补缺，今仅存松园路地名。
原鼓楼东、西、南、北街交叉处曾建有谯楼（亦名鼓楼），明天顺三年（1459年）由天寿山守备廖镛奏建，为城内的重要地标，1971年因阻碍交通被拆除。此外城内的主要建筑包括霸昌道署（其址今为昌平区法院，已无存）、昌平县署（其址今为昌平区政府，已无存）、文庙（其址今为昌平二中，大成殿于1995年因扩建校舍被拆除，现仅存两棵柏树）、燕平书院（其址今为昌平区检察院，已无存）、城隍庙（仅存后殿，位于今昌平邮政局院内，为昌平区文物保护单位，2014年解体大修）和关帝庙（现存前、后殿各三间及抱厦一间，位于昌平一中内，为昌平区文物保护单位，2013年大修）等。